# Jacques Plante
Joseph Jacques Omer Plante (phát âm tiếng Pháp: [ʒɑk plɑ̃t]; 17/1/1929 – 27/2/1986) là nam vận động viên khúc côn cầu chuyên nghiệp người Canada. Ông chơi ở vị trí thủ môn. Năm 2017, Plante được liệt kê trong danh sách 100 cầu thủ NHL xuất sắc nhất mọi thời đại.
Plante từng chơi cho đội Montréal Canadiens trong 10 năm từ năm 1953 - 1963. Trong sự nghiệp của mình, Plante đã có 6 lần vô địch Cúp Stanley - một giải đấu quan trọng trong bộ môn khúc côn cầu, vào các năm 1953, 1956, 1957, 1958, 1959 và 1960. Kể từ sau một tai nạn vùng mặt trong một trận đấu vào năm 1959, Plante bắt đầu đeo mặt nạ mỗi khi chơi bóng. Ông được coi là người khởi xướng cho việc đeo mặt nạ sau này của các cầu thủ, đặc biệt là thủ môn.

## Sự nghiệp

### Montréal Canadiens

#### Mặt nạ thủ môn
Lần đầu tiên Jacques Plante đeo mặt nạ trong một trận đấu chính thức là vào mùa giải 1959–60. Mặc dù từ năm 1956, Plante đã thường xuyên đeo mặt nạ khi luyện tập sau khi vắng mặt 13 trận liên tiếp bởi một đợt phẫu thuật vùng xoang, nhưng huấn luyện viên trưởng của Canadiens khi đó là Toe Blake không cho Plante đeo mặt nạ khi thi đấu chính thức vì lo ngại rằng chiếc mặt nạ có thể cản trở tầm nhìn của thủ môn.  Tuy nhiên, bước ngoặt xảy ra vào ngày 1 tháng 11 năm 1959 trong trận đấu với New York Rangers, khi đó ông "lãnh trọn" cú đánh cầu của Andy Bathgate bên phía Rangers và phải khâu 21 mũi trên mặt. Khi trở lại sân, ông mang theo mình chiếc mặt nạ ông luôn sử dụng khi luyện tập để đeo. Ban đầu Toe Blake không đòng ý, nhưng vì lúc đó Canadiens không có thủ môn nào để thay, còn Plante nhất quyết không chịu trở lại sân nếu không được đeo mặt nạ; cuối cùng Blake cũng đồng ý với điều kiện Plante phải bỏ mặt nạ ra để thi đấu khi vết thương của ông hồi phục hoàn toàn. Đêm hôm đó Canadiens giành chiến thắng 3–1. Trong những trận sau đó Plante vẫn nhất quyết đeo mặt nạ, trong khi đó Toe Blake cũng không đả động gì tới vấn đề đó vì Canadiens vẫn bất bại - chuỗi bất bại đó lên tới 18 trận. Đến ngày 8 tháng 3 năm 1960, Toe Blake yêu cầu Plante không đeo mặt nạ nữa, và cuối cùng họ thua Detroit Red Wings 0–3; sau trận thua đó Plante luôn luôn đeo mặt nạ khi thi đấu chính thức. Năm đó Canadiens đoạt cúp Stanley lần thứ 5 liên tiếp, và đó cũng là lần cuối cùng Jacques Plante giành cúp Stanley.